# 胡媚娘
胡媚娘是白蛇传里的角色，有千年道行,在許仙面前先稱有妖怪假冒她,要他「先告狀,讓許切勿聽信,許仙信媚娘之說,至白氏」名字是由谐音转化成,她原是“新郑北门老狐精” ,幻化成一个女子。
在李昌祺《剪灯余话》也有胡媚娘，是卷三《胡媚娘传》中的主人公。
后被雷電擊中,死於市肆，并屍體變成了一具狐狸死尸。
1. ↑  白蛇傳故事型變硏究 范金蘭 萬卷樓圖書股份有限公司 2003年 、第223頁。ISBN：9789577394514
2. ↑  中国古典小说鉴赏辞典 关永礼 中国展望出版社 1989年 、第769頁。ISBN：9787505004030
3. ↑  苗壮主编．中国古代小说人物辞典：齐鲁书社，1991.05：35-36
4. ↑  歴代神怪小說大觀 狐情 劉重一，湯漳平 漢欣文化事業有限公司 1994年 p73 ISBN：9789576861185